# توماس فينك
توماس فينك (بالألمانية: Thomas Finck)‏ (و. 1561 – 1656 م) هو رياضياتي، وفيزيائي، وأستاذ جامعي ألماني، ولد في فلنسبورغ، توفي في كوبنهاغن، عن عمر يناهز 95 عاماً.

## التعليم
تعلم في جامعة كوبنهاغن.